# Scleria clarkei
Scleria clarkei là loài thực vật có hoa trong họ Cói. Loài này được Lindm. miêu tả khoa học đầu tiên năm 1900.